# 罗克库尔布米内尔瓦
罗克库尔布米内尔瓦（法語：Roquecourbe-Minervois）是法国奥德省的一个市镇，位于该省北部略偏东，属于卡尔卡松区（Arrondissement de Carcassonne）。该市镇2009年时的人口为132人。

## 人口
罗克库尔布米内尔瓦人口变化图示
| 数据来源：INSEE |